# Yugo Florida
Pour les articles homonymes, voir Florida.

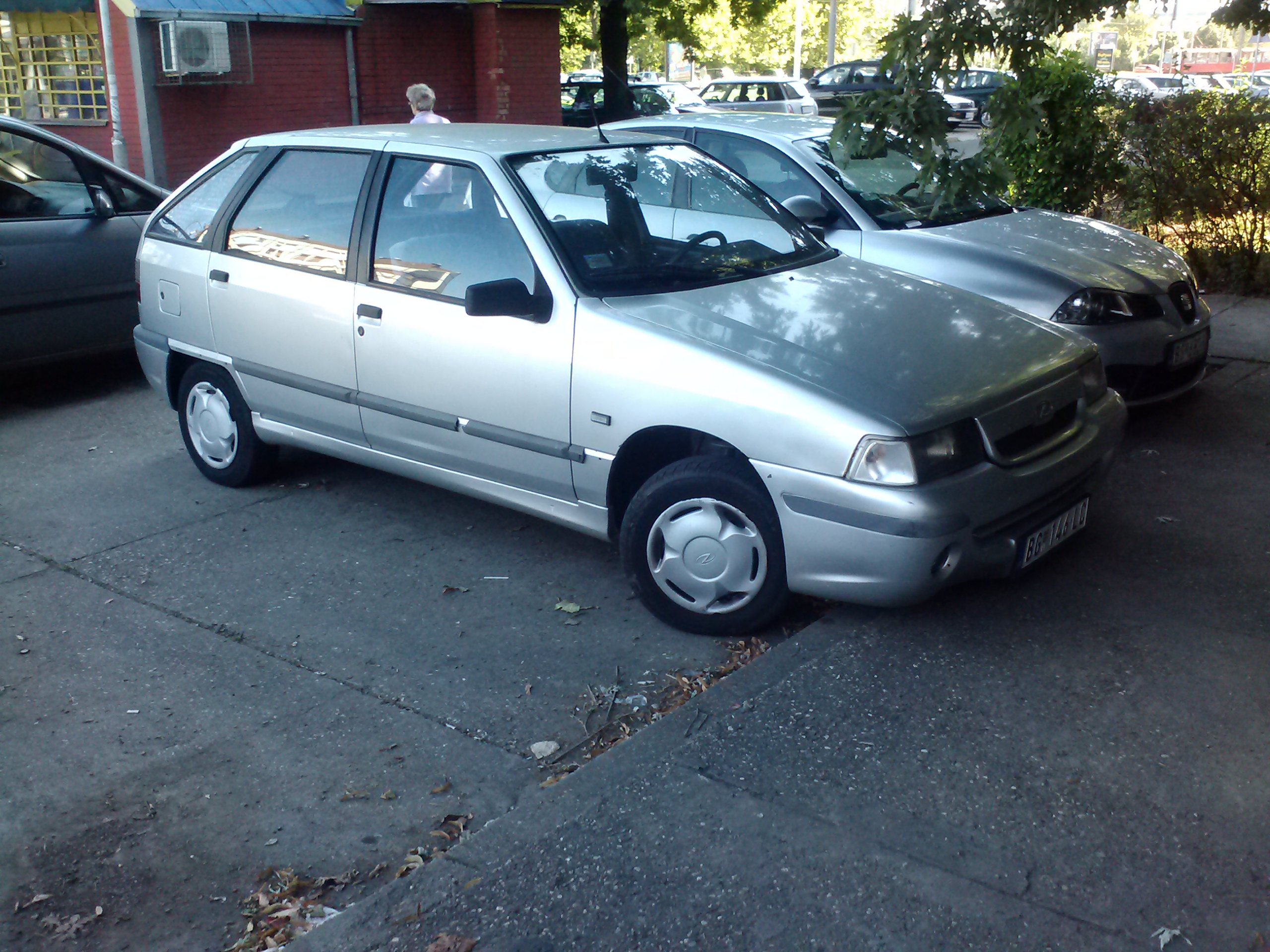
Zastava Florida restylée (2002-2008)

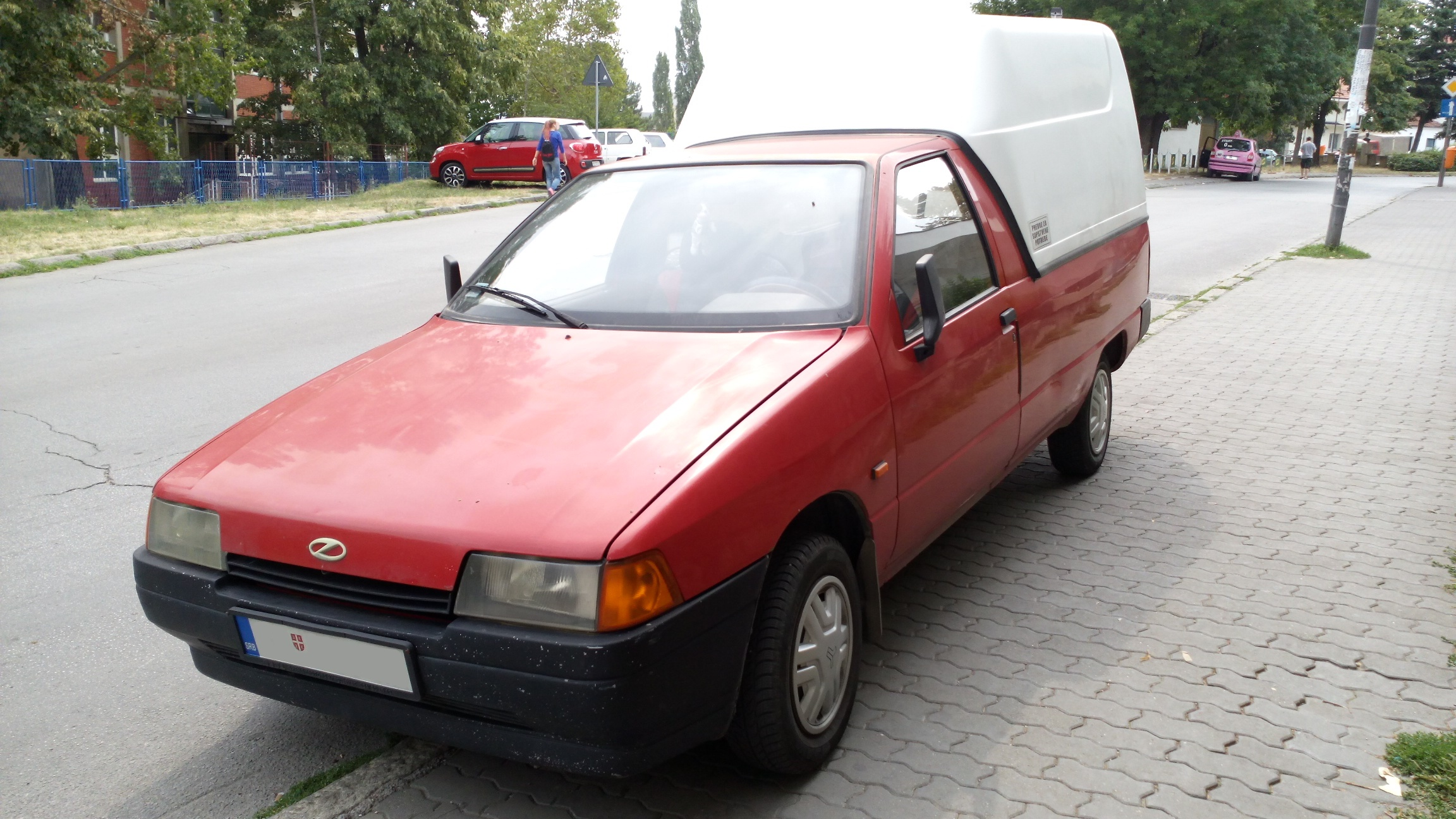
Zastava Florida Pick-up

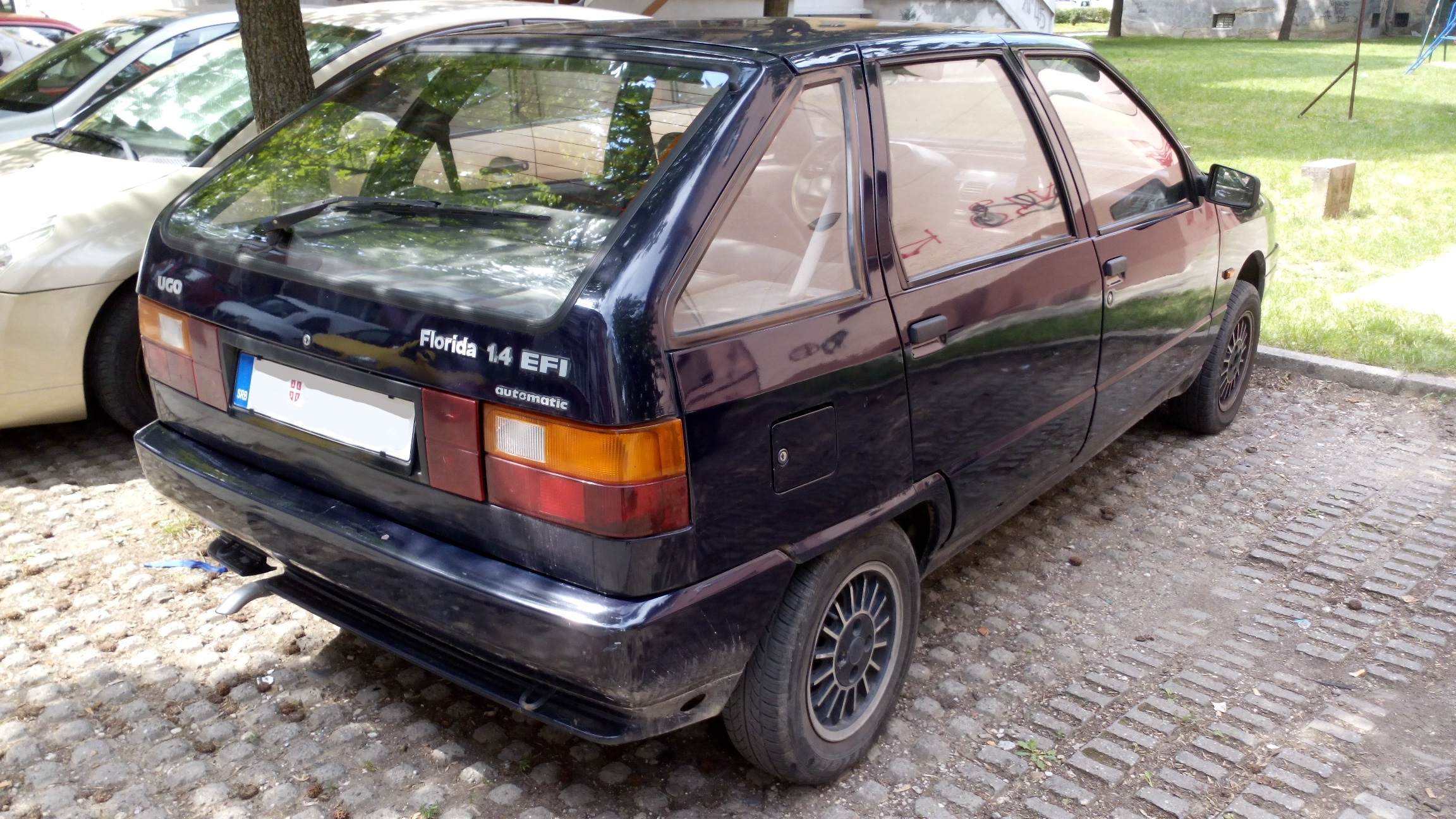
Dernier regard

La Zastava/Yugo Florida est une automobile présentée en 1986 mais produite à partir du 2 octobre 1988 par le constructeur serbe Zastava, qui assemble des produits dérivés de modèles Fiat. Son code interne est 103, la 3e voiture du constructeur yougoslave après la Zastava 600 et la 101.

## Première série (1988 - 2002)
Présentée en avant première en 1986, elle a officiellement été lancée à l'occasion du Salon de l'automobile de Belgrade le 19 février 1987. Son design, bien que ressemblant à celui de la Citroën ZX, est issu d'un projet refusé par Fiat Auto pour la Tipo. Les moteurs de cette dernière sont d'ailleurs utilisés (1.4 et 1.6). L'appellation en Yougoslavie et sur certains marchés d'exportation est "Yugo Sana" mais on la rencontre sous le nom de Sana en Grande-Bretagne, Grèce, France et Pays-Bas, Miami en Allemagne et en Belgique.
Fabriquée à partir du 2 octobre 1988 pour compléter l'offre du constructeur composée essentiellement de la Fiat 128 et de son clone la Zastava 101/Skala 55 comme berline du segment C. Cette voiture était disponible uniquement en 5 portes.
Les équipements intérieurs provenaient des anciennes Fiat 128 et ses moteurs reprenaient ceux de la Fiat Tipo. Ceux-ci se déclinaient en deux versions : 1 372 et 1 580 cm3. Sa carrosserie est due au styliste italien Giorgetto Giugiaro d'Italdesign. C'était un projet destiné à Fiat Auto pour la Fiat Tipo, mais écarté par le géant italien. 
Des versions pick-up et Poly (pick-up avec une bâche de 2 mètres blanche) ont aussi été commercialisées.

## Seconde Série (2002 - 2008)
En 2002, Zastava/Yugo prend conscience du vieillissement de ce modèle et procède à un restylage, malgré les faibles moyens financiers du constructeur, très touché par les conflits armés en ex-Yougoslavie et le bombardement de l'usine par l'aviation US, sous commandement ONU, en avril 1999. 
Zastava présente 2 variantes : une berline 5 portes et la Caravan, un break. Cette 2e série bénéficie de nombreuses petites évolutions comme : nouveaux feux avant doubles en saillie et des feux arrière triples concentriques pour la berline et, pour la Caravan, des doubles feux avant de petites dimensions.
Avec cette série, Zastava, qui n'avait pu rembourser sa dette cumulée de 77 m$ à Fiat, se retrouve sans moteurs et se tourne vers Peugeot. De nouveaux moteurs sont montés, un 1.3 de 60 ch et le 1.9 diesel de 70 ch. Cette expérience est un échec et après la reprise des négociations avec Fiat en 2003, Zastava retrouve les mécaniques Fiat, plus fiables et mieux adaptées aux conditions difficiles locales.

## Production
La berline a été principalement produite dans l'usine de Kragujevac tandis que les versions pick-up et Poly ont été produites dans l'usine d'utilitaires de Sombor. Entre 1988 et 1991, 18 687 exemplaires de la Florida ont été construits. En 1991, la production s'arrête lorsque la guerre éclate en Yougoslavie, et les sanctions internationales anéantissent tous les rêves d’exportation et bloquent l’importation de pièces détachées. En 1993, la production n'est que de 793 véhicules. La fabrication cesse pour ne reprendre au compte gouttes qu’en 1997 mais l'usine est bombardée en 1999 et ne redevient opérationnelle qu’en 2000. La production de la Florida reprend enfin avec la version Florida In. Zastava arrête la production de cette deuxième série de Florida après seulement 29 250 exemplaires fabriqués au total.
Au total ce sont 30 150 exemplaires qui ont été produits, 29 250 berlines et 900 pick-ups et Poly. La dernière Zastava Florida berline est sortie des chaînes de l'usine de Kragujevac le 20 novembre 2008 et les pick-up et Poly en 2010.

### Assemblage à l'étranger
- Égypte - La Florida a été assemblée par « El Nasr - El Nasr Automobive Manufacturing Company » en Égypte, petit industriel local assemblant des modèles Fiat depuis sa création en 1960, et commercialisée à partir de 2002 sous le nom de Nasr Florida 1400. 720 exemplaires ont été assemblés, livrés en kit CKD de 1997 à 2009.
- Pologne - environ 700 Florida a été assemblée en kits CKD en Pologne par DAMIS.

## Evolution
En 1990, Zastava a lancé l'étude du projet 104, une version berline classique à 4 portes de la Florida mais qui n'a pas eu de suite industrielle.
Au Salon de l'automobile de Belgrade 2001, Zastava présente le fruit de sa coopération avec les français Heuliez et PSA, la "Florida In" équipée du moteur Euro III de 1,6 litre de la Peugeot 306, modèle destiné au marché américain mais que le constructeur n'a jamais fait homologuer. Les ventes de cette version de la Florida ont commencé en 2002 en Yougoslavie mais sont restées très faibles en raison du prix demandé par Peugeot pour son moteur. Certaines sources mentionnent que seuls 240 exemplaires auraient été fabriqués.

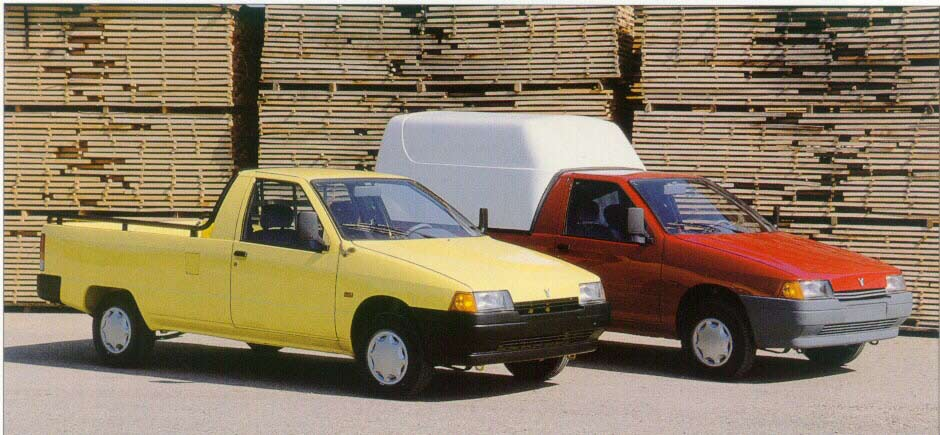
Zastava Florifda pick-up & Poly

## Les dérivés utilitaires pick-up & Poly
La division  Zastava Specijalni Automobili ("Zastava Commercial Vehicles") a présenté un prototype de la variante pick-up de la Zastava Florida en 1995. Sa production en série a commencé en fin d'année 1998 et comporte 2 versions : pick-up et fourgonnette avec toit en fibre de verre baptisée "Poly". Le véhicule dispose d'une charge utile de 630 à 690 kilogrammes selon la version. Plusieurs aménagements sont proposés : fourgonnette boulangerie, ambulance, caisson réfrigéré, etc. Ils ont été produits dans l'usine de Sombor jusqu'en 2010.